# Aedes hoguei
Aedes hoguei är en tvåvingeart som beskrevs av John Nicholas Belkin 1962. Aedes hoguei ingår i släktet Aedes och familjen stickmyggor. Inga underarter finns listade i Catalogue of Life.